# 牧昭男
牧 昭男（まき あきお、1936年3月14日 - 2014年4月26日）は、日本の元プロボクサー。元OBF東洋スーパーバンタム級王者。アマチュアの強豪からプロに転じ、東洋王座を獲得したテクニシャン。

## 来歴
大阪府大阪市大淀区（現：北区）に生まれる。浪華商業高等学校（現：大阪体育大学浪商高等学校）から関西大学に進み、アマチュアボクシングで活躍。1958年（昭和33年）に全日本チャンピオンとなった後、同年に開催された第三回アジア大会にも出場、またメキシコで開催されたダイヤモンド・ベルト大会で銅メダルを獲得するなど、アマで通算82勝10敗と輝かしい成績を残す。
1959年（昭和34年）にプロに転向。3戦目で後の強豪関光徳と対戦、6回を引き分けている。フットワーク、ボディワークと優れた防御技術で順調に勝ち星を重ねるが、1960年（昭和35年）に胸を負傷、ブランクを作る。1961年には後の世界王者ファイティング原田と二度にわたり対戦するが、勝利はならず。
その後は2連敗を喫するなどやや精彩を欠いたが、1963年（昭和38年）12月19日、坂本春夫の持つ東洋ジュニアフェザー級（現：スーパーバンタム級）王座に挑戦。初代王者として王座を4度防衛していた坂本を12回判定に下し、第二代東洋王者となった。
しかし翌1964年（昭和39年）、石山六郎とのノンタイトル戦でボディブローによる4回KO負けを喫した後、同年5月6日にはプリノイ・TROとの初防衛に敗れ王座陥落。この試合を最後に引退した。引退後は大関マキジム（現：SF.マキボクシングジム）会長となり、西日本ボクシング協会会長も歴任し、テレビ解説でも活躍した。
2014年（平成26年）4月14日に転倒して外因性脳挫傷と診断され泉南市内の病院に入院したが、26日深夜に脳梗塞のため死去。